# Königstein (Sajonia)
Königstein es un municipio situado en el distrito de Suiza Sajona-Montes Metálicos Orientales, en el estado federado de Sajonia (Alemania), a una altitud de 200 metros. Su población a finales de 2016 era de unos 2100 habs. y su densidad poblacional, 80 hab/km². Es famoso por su fortaleza.
Está situado a la orilla del río Elba.